# 리차드 로시

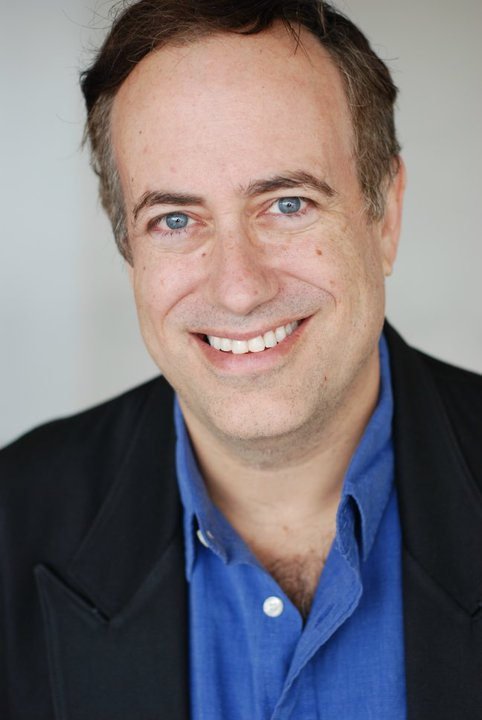

리차드 로시(Richard Rossi, 1963년 3월 2일 ~ )는 미국의 영화 감독, 배우, 연극 배우, 라디오 DJ, 각본가, 소설가이다.
피츠버그에서 태어났다.

## 영화
- 베이스볼 라스트 히어로 (2013년)
- 슈잉 더 데블 (2011년)
- 시스터 에이미 (2006년)